# Alvis TA 350
Der Alvis TA 350 war ein Prototyp des britischen Automobilherstellers Alvis, der ab 1952 als möglicher Nachfolger der Three Litre Series entwickelt wurde. Der Wagen war für die Fertigung in größeren Stückzahlen bestimmt und hätte bei Aufnahme der Produktion eine Abkehr des Unternehmens von der bisherigen Stellung als Kleinserienhersteller bedeutet. Die Entwicklung des TA 350 wurde allerdings 1955 beendet, bevor die Serienreife erreicht war.

## Entstehungsgeschichte

### Neues Konzept
Anfang 1952 begann Alvis die Planungen für einen Nachfolger der 1950 eingeführten Three Litre Series, die zu dieser Zeit unter der Bezeichnung TA 21 und ab 1953 in leicht überarbeiteter Form als TC 21/100 verkauft wurde. Die Ablösung des TC 21 war für das Jahr 1956 vorgesehen. Für die Entwicklung des neuen Modells, das den internen Werkscode TA 350 erhielt, wurde der Ingenieur Alec Issigonis verpflichtet, der zuvor für Morris den Mittelklassewagen Minor konstruiert hatte. Issigonis hatte nahezu keine technischen Vorgaben der Unternehmensleitung, insbesondere brauchte er nicht auf vorhandene technische Komponenten zurückzugreifen. Allerdings sollte das neue Modell so konstruiert sein, dass es in größeren Stückzahlen gefertigt werden konnte als die bisherigen Modelle.
Issigonis konzipierte eine viertürige Limousine mit selbsttragender Karosserie im Pontonstil. Damit wandte sich der TA 350 von den aktuellen Alvis-Modellen ab, die ein separates Chassis mit aufgesetzter Karosserie hatten. Als Antrieb war ein neu konstruierter Achtzylinder-V-Motor mit 3,5 Liter Hubraum vorgesehen, der den bisherigen, 3,0 Liter großen Reihensechszylindermotor ersetzen sollte. Konstrukteur des Motors war Chris Kingham, der bereits den aktuellen Alvis-Motor entwickelt hatte.

### Marktpositionierung
Der geplante Verkaufspreis des TA 350 lag bei etwa 918 £. Damit waren der Rover 75, der Humber Super Snipe oder der Daimler Conquest, die in einer ähnlichen Preisklasse positioniert waren, mögliche Konkurrenten. Um mit ihnen in einen Wettbewerb treten zu können, hätte Alvis den TA 350 in weit größeren Stückzahlen produzieren müssen als die bisherigen Modelle.

### Tests und Scheitern
Alvis baute zwei Prototypen des TA 350 mit Karosserien und sechs Achtzylindermotoren auf, die ab Mai 1954 getestet wurden. Das Projekt wurde im Sommer 1955 aufgegeben, weil Alvis die hohen Kosten, die eine Umstellung auf die Serienfertigung des TA 350 gefordert hätte, nicht tragen konnte. Alec Issigonis wurde im November 1955 freigestellt und kehrte zu Morris zurück.

### Weitere Entwicklung
Zu der Zeit, als das TA-350-Projekt aufgegeben wurde, befand sich die Pkw-Sparte von Alvis in einer Krise. Das Unternehmen hatte kurz vorher seinen bisherigen Karosserielieferanten Mulliners verloren, als dieser vom Großserienhersteller Standard Triumph übernommen worden war, und auch der in der Vergangenheit alternativ beauftragte Hersteller Tickford stand nach seiner Übernahme durch David Brown und Aston Martin nicht mehr zur Verfügung. Vorübergehend erwog die Unternehmensleitung daraufhin die dauerhafte Einstellung der Automobilproduktion. Letztlich kehrte Alvis mit dem Modell TC 108/G auf den Markt zurück. Es hatte das herkömmliche Chassis der Three Litre Series sowie eine von Hermann Graber entworfene und bei Willowbrook in Großbritannien hergestellte Karosserie. Der TC 108/G war technisch weniger anspruchsvoll als das TA-350-Projekt. Mit einigen Überarbeitungen hielt sich die Three Litre Series – zuletzt als TF 21 – auf dem Markt.
Nachdem Alvis 1966 von Rover übernommen worden war, entstand noch ein Prototyp mit Rover-Technik; von dem Alvis GTS (Spitzname: Gladys) genannten Modell entstand jedoch nur ein Prototyp. 1967 endete die Herstellung von Alvis-Neufahrzeugen.
Der Markenchronist John Fox berichtet, Alvis habe unmittelbar vor der Übernahme durch Rover 1966 an einem Projekt namens TA 30 gearbeitet, für das ebenfalls ein 3,5 Liter großer Achtzylindermotor vorgesehen gewesen sei.

## Beschreibung

### Karosserie und Fahrwerk
Der TA 350 hatte eine selbsttragende Karosserie. Die Prototypen waren als viertürige Limousinen gestaltet. Das Design folgte der Pontonform, hatte also anders als die seinerzeitigen Serienmodelle keine ausgeformten Kotflügel und Trittbretter mehr. Die Form verband Linien der Lancia Aurelia Limousine mit einigen Details zeitgenössischer Jaguar-Modelle. Wer die Karosserie entworfen hat, ist nicht bekannt.
Der TA 350 hatte miteinander verbundene Federelemente („Diabolo“), deren Konzept von Alex Moulton entwickelt worden war. Moultons Federungskonzept ging ein halbes Jahrzehnt später beim Mini in Serie; aber die Prototypen des TA 350 waren die ersten Autos, bei denen es verwirklicht und erprobt wurde.

### Motor
Der Achtzylinder-V-Motor war eine vollständig neue Konstruktion. Der Zylinderbankwinkel betrug 90 Grad. Der Motor war so ausgelegt, dass eine Bank ohne große Änderungen auch als Reihenvierzylinder mit 1,75 Liter Hubraum verwendet werden konnte. Ein solches Projekt mit der Bezeichnung TA 175 war zwar geplant, wurde aber nicht umgesetzt.
Die Achtzylindermotoren durchliefen ab Oktober 1953 Tests auf dem Prüfstand. Ihre Leistung wurde mit 124 bhp bei 4000 Umdrehungen pro Minute angegeben. Später, als der Motor in den Prototyp eingebaut war, belief sich die Leistung auf 118 bhp.

## Prototypen
Die beiden Prototypen des TA 350 hatten Karosserien, die bei Pressed Steel in Cowley (Oxfordshire) in Handarbeit aufgebaut worden waren. Im Frühjahr 1954 waren sie fertiggestellt. Nachdem Alvis ein Jahr später das Projekt TA 350 aufgegeben hatte, blieben beide Prototypen für etwa ein Jahrzehnt im Werk. 1964 wurden sie auf Anweisung des Vorstandsvorsitzenden John Parkes einschließlich aller Ersatz- und Zubehörteile zerstört. Vier der insgesamt sechs Motoren wurden ebenfalls zerstört. Die zwei verbleibenden Motoren übernahm der Automobilrennfahrer Mike Parkes, der Sohn des Alvis-Vorstandsvorsitzenden, in der Absicht, sie in einem Sportwagenprototyp einzusetzen.